# Hans Hermann Griem
Hans Hermann Griem (ur. 1902 w Spandau, zm. 25 czerwca 1971) – zbrodniarz hitlerowski, komendant kilku podobozów KL Neuengamme i SS-Untersturmführer.
W 1930 wstąpił do NSDAP, a w 1933 do SS. Od 1943 Griem pełnił służbę w obozie koncentracyjnym Neuengamme. Na przełomie 1943 i 1944 został komendantem podobozu Hannover-Stöcken, w którym znajdowała się fabryka akumulatorów. Następnie przez krótki okres od września do listopada 1944 był komendantem podobozu Husum-Schwesing, a od listopada 1944 pełnił funkcję komendanta podobozu Lagelund. Griem był w Lagelund prawdziwym postrachem więźniów, osobiście dokonując między innymi licznych egzekucji. Pod koniec wojny pełnił również funkcję komendanta podobozu Meppen-Dalum.  
Po zakończeniu wojny dopiero w 1965 władze zachodnioniemieckie rozpoczęły śledztwo przeciwko Griemowi. 16 stycznia 1969 do sądu w Hamburgu trafił przeciwko niemu akt oskarżenia. Griem zmarł jednak na krótko przed rozpoczęciem procesu w 1971 w Hamburgu.